# Arthur Gardner
Arthur Gardner (Marinette, 7 juni 1910 – Beverly Hills, 19 december 2014) was een Amerikaans acteur en film- en televisieproducent.

## Biografie
Hij werd geboren in een Joodse familie in de kleine stad Marinette en ging naar de Marinette High School, in 1929 verhuisde hij naar Hollywood en gebruikte vanaf toen de artiestennaam Gardner.
George Cukor zag wel wat in hem. Hij speelde mee in "The Rivals" in 1929. Zijn eerste grote film was onder regie van Lewis Milestone All Quiet on the Western Front, hij speelt daar een scholier. Van alle acteurs en medewerkers zou hij de langstlevende worden. In 1937 speelt hij de hoofdrol in de exploitatiefilm "Assassin of Youth", een Anti-drugsfilm.
Hij speelde daarna nog in enkele andere films (bijvoorbeeld "Each Dawn I Die"), maar ontmoette tijdens de Tweede Wereldoorlog, actief bij de United States Army Air Forces, Jules Levy en Arnold Laven. Met hen richtte hij de Levy-Gardner-Laven Filmproduction Company op. Dat resulteerden tot het maken van veel succesvolle films en televisieseries tot en met 1982.
Zij produceerden onder anderen:
- 1957: The Vampire (1957 film)
- 1958: The return of Dracula
- 1958: The Rifleman
- 1959-1960 : Law of the Plainsman serie
- 1965-1969: The Big Valley serie
- 1965:The Glory Guys
- 1968:The Scalphunters
- 1969:Sam Whiskey
- 1970:The McKenzie Break
- 1971:The Hunting Party
- 1974:McQ
- 1975:Brannigan
- 1976:Gator

In 1982 werd de film Safari 3000 nog geproduceerd daarna ging iedereen met pensioen. Levy werd 80 jaar en stierf in 2003, Laven werd 87 jaar oud en stierf in 2009.
Gardner overleed eind 2014 op 104-jarige leeftijd.